# Dayana Mendoza
Dayana Mendoza, tên đầy đủ là Dayana Sabrina Mendoza Moncada (sinh ngày 1 tháng 6 năm 1986) là một người mẫu và hoa hậu đến từ Venezuela. Cô là người chiến thắng của cuộc thi Hoa hậu Venezuela 2007 và Hoa hậu Hoàn vũ 2008.

## Trước cuộc thi Hoa hậu Venezuela
Dayana đã từng đi nhiều nước trên thế giới như Ý, Pháp, Mỹ, Anh, Hy Lạp, Tây Ban Nha, México, Đức trong vai trò người mẫu thời trang. Cô có thể nói được 3 thứ tiếng là tiếng Tây Ban Nha, tiếng Ý và tiếng Anh.
Hoa hậu Hoàn Vũ 2008 người Venezuela, đăng quang tại Nha Trang, Việt Nam, được trang Global Beauties bình chọn là một trong ba nhan sắc đẹp nhất lịch sử gần 60 năm của Miss Universe.
Trước cuộc thi, cô dành một khoảng thời gian tận hưởng tại vùng biển du lịch Nha Trang. Người yêu đầu tiên của cô là một người Việt Nam tên Đặng Chính Thắng, Giám đốc Marketing Khu du lịch Hòn Tằm Resort (nay đổi tên thành Merperle Resort Nha Trang.

## Hoa hậu Venezuela 2007
Ngày 13 tháng 9 năm 2007, Dayana Mendoza (đại diện bang Amazonas) đã vượt qua 27 thí sinh khác trong đêm chung kết và đăng quang danh hiệu Hoa hậu Venezuela 2007. Theo đó, cô đã đại diện cho đất nước mình tham dự cuộc thi Hoa hậu Hoàn vũ 2008 tổ chức tại Nha Trang, Việt Nam.

## Hoa hậu Hoàn vũ 2008

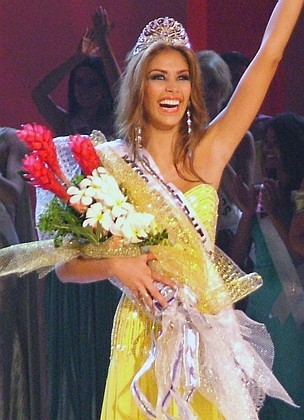
Dayana Mendoza đăng quang Hoa hậu Hoàn vũ

Trong đêm chung kết cuộc thi Hoa hậu Hoàn vũ 2008 vào ngày 14 tháng 7 năm 2008, cô đã xuất sắc vượt qua 79 thí sinh khác và giành vương miện Hoa hậu Hoàn vũ. Bên cạnh đó, cô còn đoạt giải phụ Thí sinh mặc áo dài đẹp nhất và lọt vào top 10 phần thi trang phục truyền thống. Với chiến thắng này, Dayana Mendoza đã trở thành người phụ nữ thứ năm của Venezuela đoạt ngôi vị Hoa hậu Hoàn vũ.
Trước khi đêm chung kết diễn ra, Dayana cũng được đánh giá là một trong những ứng cử viên nặng ký nhất cho chiếc vương miện hoa hậu hoàn vũ.Trong những tuần đầu, Dayana luôn đứng đầu bảng xếp hạng ở trang web, Dayana được đánh giá là có một thân hình quyến rũ nóng bỏng, số đo 3 vòng chuẩn xác của một hoa hậu: 85-58-89. Với chiều cao nổi bật (1m78), Dayana thật sự xứng đáng là một trong số những hoa hậu hoàn vũ đẹp nhất (tại một bảng xếp hạng, cô đứng thứ 3 sau Oxana 2002 và Jennifer Hawkins 2004). Cô đã đáp lại đúng với những gì 2 MC nói "người cuối cùng trong danh sách không phải là người kém cỏi nhất".Trong cả hai phần thi áo tắm và dạ hội Dayana đều xếp nhì với những số điểm hoàn hảo là áo tắm (9.327 điểm) và dạ hội (9.697 điểm).Thật không bất ngờ gì khi Dayana đăng quang danh hiệu này.
Trong nhiệm kỳ của mình, Dayana Mendoza đã chuyển đến sống tại New York với phần thưởng gồm vương miện, một căn hộ tuyệt đẹp với quyền sử dụng các nhãn hiệu thời trang nổi tiếng miễn phí trong vòng một năm. Cô cũng đã đi nhiều nơi trên thế giới để tham gia các hoạt động từ thiện và tuyên truyền ngăn chặn đại dịch HIV/AIDS. Bên cạnh đó, cô còn nhận được một học bổng trị giá 100.000 USD cho hai năm theo học Học viện Điện ảnh New York.